# Johanna Loisinger, grevinde af Hartenau
Johanna Maria Louise Loisinger (18. april 1865 i Pressburg (dengang i Kongeriget Ungarn, nu Bratislava i Slovakiet) – 20. juli 1951 i Wien), var en østrigsk (og tjekkoslovakisk) opera-sangerinde, der også var virtuos på klaver. 
I kraft af sit ægteskab med den tidligere regerende fyrste Alexander 1. af Bulgarien blev hun grevinde af Hartenau.

## Mozart-sangerinde
Som sopran tolkede Johanna Loisinger især Mozart. Hun optrådte på operaerne i Prag, Troppau, Linz og derefter på hofteateret i Darmstadt (det senere Staatstheater Darmstadt).

## Grevinde af Hartenau
Den 6. februar 1889 giftede  Johanna Loisinger sig med Alexander 1. af Bulgarien (1857 – 1893), der havde været Bulgariens regerende fyrste fra 1879 til 1886.
Brylluppet fandt sted i Menton på Den franske Riviera. Det var et morganatisk ægteskab. Allerede den 11. januar 1889 havde storhertug Ludvig 4. af Hessen og ved Rhinen udnævnt sin fætter til greve af Hartenau. Derfor blev Johanna Loisinger og Alexander 1. kendte som greven og grevinden af Hartenau. 
Johanna Loisinger og Alexander 1. blev forældre til greve Assen af Hartenau (1890 – 1965) og komtesse Zwetana af Hartenau (1893 – 1935). 
Greve Assen Ludwig Alexander af Hartenau blev diplomat og en fremtrædende embedsmand i det østrigske finansministerium. Han giftede sig i 1934 med Bertha Hussa-Lamos (1892–1971), og han adopterede hendes søn Wilhelm Hussa-Polaczek (født 1915). 
Wilhelm von Hartenau (tidligere Hussa-Polaczek) giftede sig med baronesse Maria Elisabeth Klein von Wisenberg (født 1919). Deres tre børn fik efternavnet von Hartenau. 
Fra 1924 til 1927 var komtesse Marie Therese Vera Zwetana af Hartenau gift med Dr. Charles Hercule Boissevain. Zwetana af Hartenau fik ingen børn.

## Senere liv
Efter Alexander 1. af Bulgarien tidlige død bevilgede den bulgarske stat grevinde Johanna af Hartenau en årlig enkepension på 50.000 leva. 
Familien havde boet i Graz, men efter sin mands død flyttede grevinden af Hartenau til Wien sammen med sine børn. Hun blev protektor for flere musikalske organisationer, bl.a. Universität Mozarteum i Salzburg. Hun blev også præsident for Wiener Symphonikerne (Wiener Symphoniker). 
1. ↑  Navnet er anført på engelsk og stammer fra Wikidata hvor navnet endnu ikke findes på dansk.
2. ↑  Navnet er anført på engelsk og stammer fra Wikidata hvor navnet endnu ikke findes på dansk.